# Peter Schönau
Peter Schönau (* 19. Dezember 1944 in Rendsburg) ist ein deutscher Schriftsteller und Übersetzer.

## Leben
Schönau absolvierte nach dem Besuch der Mittelschule eine Lehre zum Großhandelskaufmann. Anschließend begann er eine Ausbildung zum Marineoffizier an der Marineschule in Mürwik, die er als Fähnrich abschloss. Hauptberuflich arbeitete Schönau zunächst im Außenhandel und lebte mehrere Jahre in La Paz, der Hauptstadt Boliviens. Nach seiner Rückkehr nach Deutschland war er bei mehreren Unternehmen im Export und als Übersetzer tätig.
Anfang der 1970er Jahre machte sich Schönau als Übersetzer selbstständig und gründete eine Agentur für Übersetzungsdienstleistungen. Später wirkte er mehrere Jahre in der Kommunalpolitik seiner Heimatstadt Rendsburg, war Vorsitzender eines örtlichen Sportvereins und bekleidete weitere Ehrenämter.
1993 ließ sich Schönau in Settimo Vittone, im Norden Italiens, nieder. Hier arbeitete er weiter als Übersetzer und betätigte sich erstmals als Autor. Seit 2005 lebt er den größten Teil des Jahres in Buenos Aires, der Hauptstadt Argentiniens.

## Werke (Auswahl)
- Die blinde Göttin, Herbert Utz Verlag 2001, ISBN 3831610142.
- Das Familientreffen, Herbert Utz Verlag, 2002, ISBN 3831610355.
- Der Spiegelfechter, Utz Verlag GmbH; 2003, ISBN 3831611017.
- Der Seelenverkäufer, Utz Verlag GmbH (März 2003), ISBN 3831610835.
- Der Silvesterscherz, Utz, Herbert; 2004, ISBN 383161153X.
- Der Passschreiber, Verlag Utz, Herbert, 2006, ISBN 3831612552.
- Die Abrechnung; Utz, Herbert, 2004, ISBN 3831611912.
- Albert – Tod nach dem Abitur, Rake Verlag; 2006, ISBN 3931476936.
- Der Todeskuß des Staates; Frieling Verlag Berlin; 2000, ISBN 3828010822.
- Man sieht die Sterne nicht, Informationsluecke-Verlag; 2009, ISBN 3952352136.
- Die Fremdarbeiterin, Informationsluecke-Verlag; 2010, ISBN 3952352187.
- Der tote Bruder, Informationsluecke-Verlag;2011, ISBN 9783905955699.

- Englische Titel: Vita Noia (unter dem Pseudonym Joe Thompson)
- Spanische Titel: El vendedor de almas, Un final perfecto, La diosa ciega und El espadachín de espejos